# Distrito electoral de Union (condado de Madison, Nebraska)
Union (en inglés: Union Precinct) es un distrito electoral ubicado en el condado de Madison en el estado estadounidense de Nebraska. En el Censo de 2010 tenía una población de 264 habitantes y una densidad poblacional de 2,87 personas por km².

## Geografía
Union se encuentra ubicado en las coordenadas 41°52′51″N 97°24′59″O / 41.88083, -97.41639. Según la Oficina del Censo de los Estados Unidos, Union tiene una superficie total de 91.93 km², de la cual 91.81 km² corresponden a tierra firme y (0.13%) 0.12 km² es agua.

## Demografía
Según el censo de 2010, había 264 personas residiendo en Union. La densidad de población era de 2,87 hab./km². De los 264 habitantes, Union estaba compuesto por el 91.67% blancos, el 0% eran afroamericanos, el 0% eran amerindios, el 0% eran asiáticos, el 1.14% eran isleños del Pacífico, el 4.55% eran de otras razas y el 2.65% pertenecían a dos o más razas. Del total de la población el 4.17% eran hispanos o latinos de cualquier raza.